# Новосмолинський
Новосмолинський (рос. Новосмолинский) — селище в Володарському районі Нижньогородської області Російської Федерації.
Населення становить 5587 осіб. Входить до складу муніципального утворення Золинська сільрада.

## Історія
Від 2009 року входить до складу муніципального утворення Золинська сільрада.

## Населення
| 1999 | 2002  | 2010  |
| ---- | ----- | ----- |
| 6360 | ↘5216 | ↗5587 |